# Unity, Saskatchewan
Unity är en ort i Kanada.   Den ligger i provinsen Saskatchewan, i den centrala delen av landet, 2 500 km väster om huvudstaden Ottawa. Unity ligger 633 meter över havet och antalet invånare är 2 096.
Terrängen runt Unity är platt. Runt Unity är det ganska tätbefolkat, med 104 invånare per kvadratkilometer.. Det finns inga andra samhällen i närheten. 
Trakten runt Unity består till största delen av jordbruksmark.